# Les Agulles (el Pont d'Armentera)
Les Agulles és una muntanya de 829 metres que es troba entre els municipis del Pont d'Armentera i Querol, a la comarca de l'Alt Camp i del Pontils, a la comarca de la Conca de Barberà.